# E-Mail-Konto
Ein E-Mail-Konto bzw. E-Mail-Postfach, oft auch engl. E-Mail-Account, hat für E-Mail etwa dieselbe Funktion wie das Postfach bei einem Postunternehmen im Rahmen der traditionellen Briefpost: Es bewahrt eingehende Nachrichten solange auf, bis der Kunde sie liest bzw. abholt.
E-Mails werden über ein weltumspannendes Netz von Mailservern, die über das Internet miteinander verbunden sind, verschickt. Um E-Mails versenden und empfangen zu können, benötigt man daher ein E-Mail-Konto bei einem E-Mail-Anbieter (auch: E-Mail-Provider). Ein E-Mail-Anbieter verfügt über einen solchen Mailserver und richtet seinen Kunden ein E-Mail-Postfach, in dem alle eingehende E-Mails an den Kunden bzw. Benutzer gespeichert werden, auf diesem Mailserver ein.

## Einrichten eines E-Mail-Kontos
In dem Augenblick, in dem sich der Benutzer beim E-Mail-Anbieter ein Benutzerkonto als Zugangsberechtigung zulegt, richtet ihm der E-Mail-Anbieter ein E-Mail-Postfach ein. Hierbei wählt der Benutzer einen Benutzernamen (häufig ein Pseudonym) und ein Passwort. Beides benötigt der Benutzer später, wenn er auf sein E-Mail-Postfach zugreifen möchte, um sich gegenüber dem E-Mail-Anbieter als Besitzer des E-Mail-Postfachs zu identifizieren.
Sowohl der Benutzername als auch der E-Mail-Anbieter können sich in der E-Mail-Adresse widerspiegeln, hat sie doch die Form kontakt@domain. Rechts vom @-Zeichen steht dabei der Name des E-Mail-Anbieters (genauer: der Domain-Name der Organisation, der der Mailserver gehört), links vom @-Zeichen typischerweise der Benutzername des Besitzers des E-Mail-Kontos. (Ausnahmen von dieser Regel stellen z. B. Alias-Adressen (siehe unten), E-Mail-Verteiler und Mailinglisten dar.)
Allerdings kann man sich bei einigen E-Mail-Anbietern statt eines reinen Benutzerkontos auch eine eigene Domain einrichten lassen. Der Domainname ist dabei frei wählbar, sofern er noch nicht belegt ist. Es wird zwar weiterhin der Mailserver des Anbieters genutzt, dessen Name erscheint dann aber nicht mehr in der Adresse. Die Verwaltung der Domain (und den i. d. R. damit möglichen mehreren Postfächern) liegt dann beim Benutzer. Der Vorteil hierbei, dass bei einem Anbieterwechsel die Domain mitgenommen werden kann, die E-Mail-Adressen also erhalten bleiben.
Da viele Anbieter die Identität des Benutzers nicht prüfen, ist es möglich, sich E-Mail-Kontos unter falschem Namen zuzulegen. Daher kann man sich bei einer eingehenden E-Mail zunächst nicht sicher sein, ob sie tatsächlich von derjenigen Person stammt, die die E-Mail-Adresse als Absender suggeriert.

## Verwendung und Zugriff auf ein E-Mail-Postfach
Der Benutzer kann auf die E-Mails in seinem E-Mail-Postfach mittels eines E-Mail-Programms, via Webmail oder – bei mobiler Nutzung – mit einer gerätespezifischen App zugreifen, je nachdem, welche Zugriffsarten der E-Mail-Anbieter unterstützt.
Verfügt man über mehrere E-Mail-Postfächer – sei es beim selben, sei es bei verschiedenen E-Mail-Anbietern –, so ist es möglich, es so einzurichten, dass all diese E-Mail-Postfächer über ein einziges verwaltet werden können. Greift man über ein E-Mail-Programm auf seine E-Mail zu, so muss man zu diesem Zweck lediglich all seine E-Mail-Konten hinzufügen. Verwendet man Webmail, so erstellt man in seinem bevorzugten E-Mail-Postfach einen sogenannten POP3-Sammeldienst. In beiden Fällen werden daraufhin alle in den verbundenen E-Mail-Postfächern eingehenden E-Mails im Posteingang angezeigt.

## Alias-Adressen und Wegwerf-E-Mail-Adressen
Auf einem E-Mail-Konto kann sich der Besitzer meist mehrere E-Mail-Adressen („Alias-Adressen“) einrichten. Die E-Mails an all diese zusätzlichen E-Mail-Adressen werden in dasselbe E-Mail-Postfach zugestellt wie E-Mails an die erste E-Mail-Adresse (Hauptadresse) des E-Mail-Kontos. Auf diese Weise kann man mit verschiedenen Adressaten unter unterschiedlichem Absendernamen kommunizieren, die eingehenden E-Mails aber alle im selben E-Mail-Postfach zusammen abrufen.
Die Alias-Adresse kann gelöscht werden, wenn über sie zunehmend Spam-E-Mail ins Postfach gelangt. Werden hingegen einer E-Mail-Adresse mehrere E-Mail-Postfächer zugewiesen, so nennt man diesen Alias auch Verteiler.
Wegwerf-E-Mail-Adressen sind E-Mail-Adressen, die nur zeitlich begrenzt gültig sind. Diese Adressen werden vorrangig genutzt, um Spam zu vermeiden. Eingesetzt werden sie unter anderem in Foren, Chats und anderen Seiten, bei denen bei einer Registrierung eine E-Mail-Adresse verlangt wird. Der Abruf geschieht meist über einen Browser direkt auf der Website des Anbieters (Webmail). Es gibt jedoch auch Dienste, die die E-Mails an andere Postfächer weiterleiten, wodurch dann der Abruf via E-Mail-Programm möglich ist. In einigen Fällen verfallen die Adressen nach einer bestimmten Zeit oder nach einer bestimmten Zahl eingegangener Mails von selbst, in anderen Fällen werden sie manuell abgemeldet oder einfach nicht mehr genutzt. Einen ähnlichen Ansatz benutzen Dienste wie Spamgourmet und Sneakemail. Eine Ansicht der empfangenen E-Mail ist bei den meisten Anbietern als Text- und HTML-Version möglich. Vereinzelt ist auch der Empfang und das Herunterladen von E-Mail-Anhängen möglich.

## Sicherheit und Datenschutz
E-Mails sind in Dateiform auf dem Mailserver gespeichert. Entsprechend können sie von jedem Administrator des Mailservers – sofern sie nicht verschlüsselt übertragen wurden – eingesehen werden. Der Zugriff auf diese Daten ist jedoch nur für Administrationszwecke gestattet (Fernmeldegeheimnis, vergleiche auch E-Mail-Provider).